# Philodendron pseudoundulatum
Philodendron pseudoundulatum là một loài thực vật có hoa trong họ Ráy (Araceae). Loài này được Grau miêu tả khoa học đầu tiên năm 1983.